# Zermezeele
 Zermezeele  es una población y comuna francesa, en la región de Alta Francia, departamento de Norte, en el distrito de Dunkerque y cantón de Wormhout.

## Demografía
| Gráfica de evolución demográfica de Zermezeele entre 2006 y 2018 |
|                                                                  |

Fuentes: INSEE.